# Afang
La soupe Afang (à ne pas confondre avec la soupe Okazi ou la soupe Ukazi, une soupe de la cuisine Igbo), est une soupe de légumes originaire du peuple Ibibio d'Akwa Ibom dans le sud du Nigeria. Ces populations partagent cette soupe avec leurs voisins, le peuple Efik à Calabar, dans le Cross River. Il s'agit d'un plat largement connu des Nigérians et aussi de certaines régions d'Afrique. 

## Caractéristiques générales
Cette soupe Afang est particulièrement populaire parmi les peuples Ibibio et Anang d'Akwa Ibom et de l'État de Cross River qui ont adopté cette cuisine comme faisant partie de leur identité culturelle. Elle est servie à la maison et aussi parfois lors de cérémonies telles que les mariages, les anniversaires, les enterrements, les festivals, etc., principalement dans la partie sud du Nigéria. La soupe Afang est très nutritive et le coût de la préparation peut être adaptable en fonction des besoins de la famille.

## Ingrédients
Les ingrédients utilisés pour préparer la soupe Afang comprennent : du bœuf, du poisson (séché et en bouillon), de l'huile de palme, des écrevisses, du poivre, du kpomo, du shaki (tripes de vache), des feuilles d'eau, des feuilles d'okazi, de l'oignon, du sel de pervenche et quelques autres assaisonnements.